# Brachymystax lenok
Brachymystax lenok és una espècie de peix de la família dels salmònids i de l'ordre dels salmoniformes.

## Morfologia
- Els mascles poden assolir 70 cm de longitud total[1] i 8.000 g de pes.[2][3]

## Alimentació
Menja insectes adults i llurs larves, amfípodes, peixets, granotes, ratolins i ous de salmó.

## Hàbitat
És un peix d'aigua dolça, de clima temperat i bentopelàgic.

## Distribució geogràfica
Es troba a Sibèria, Corea i el nord de la Xina.

## Observacions
És inofensiu per als humans.